# Charters Towers
Charters Towers – miejscowość w Australii, w stanie Queensland, nad rzeką Burdekin. Około 8 tys. mieszkańców. W pobliżu miasta znajduje się Port lotniczy Charters Towers.